# Sef Pijpers jr.
Sef Pijpers jr. ('s-Hertogenbosch, 29 december 1960) is een Nederlands dirigent en klarinettist.

## Levensloop
Sef Pijpers jr. werd in een muzikaal gezin geboren. Moeder Pauline speelde viool en vader Sef speelde hoorn in het Brabants Orkest. 
Hij speelde al op jonge jaren klarinet onder meer in de Koninklijke Harmonie van Thorn  en de Koninklijke Harmonie Oefening & Uitspanning, Beek en Donk waar hij onder leiding van respectievelijk zijn vader en Heinz Friesen speelde.
Hij heeft klarinet en HaFa-directie (bij Jean Pierre Laro) gestudeerd aan het Brabants Conservatorium te Tilburg. Daarnaast volgde hij cursussen bij de Spaanse dirigent Enrique García Asensio en de Amerikaanse dirigenten Arnold D. Gabriel Gerald Brown en Jan Cober. 
Tijdens en ook nog na zijn studietijd was hij, als concertmeester en 2e dirigent,  jarenlang actief bij het Harmonieorkest van het Brabants conservatorium.
Hij is sinds 1985 als dirigent succesvol actief bij meerdere blaasorkesten.
Zo behaalde hij met Harmonieorkest Tilburg, Symfonisch Blaas-Orkest Drunen, Koninklijk erkend Gemonds Fanfarekorps Sint-Lambertus en met Harmonie "St. Jan", Wierden nationale titels. 
Met de Rooms-Katholieke Gildenbondsharmonie uit Boxtel werd hij in 2003, 2e tijdens het Open NK concertafdeling en met Concordia Berg en Terblijt in 2005, 4e tijdens het Wereld Muziek Concours in de 3e divisie.
Tijdens de bondsconcoursen wist hij steeds 1e prijzen te behalen, waaronder meerdere keren met lof der jury. 
Als gastdirigent is hij actief geweest in Spanje in 2004 bij de Banda de Lalin en in 2006 bij het conservatorium harmonieorkest van Oviedo.
Sef heeft momenteel diverse harmonieorkesten onder zijn muzikale hoede. 

Als klarinetleraar is hij verbonden aan diverse kunstinstellingen en treedt hij ook op als solist of in kamerensembles zoals "Par Ensemble" 